# 尼任卡
47°49′49″N 35°59′0″E / 47.83028°N 35.98333°E
尼任卡（烏克蘭語：Ніженка）是位於烏克蘭東南部的村莊，由扎波羅熱州扎波羅熱区的新米科萊夫卡市鎮負責管轄。該村面積3.83平方公里，海拔高度133米，2001年人口12，人口密度每平方公里3.13人。